# Felipe de Montmorency
Felipe de Montmorency (en francés: Philippe de Montmorency; ¿castillo de Ooidonk, Deinze, 1524? - Bruselas, 5 de junio de 1568), también conocido como Conde de Horn (ciudad de la actual Limburgo), fue un militar y hombre de Estado de los Países Bajos.

## Biografía
Felipe de Montmorency nació entre 1518 y 1526, posiblemente en el castillo de Ooidonk, hijo de Joseph de Montmorency, conde de Nevele, y Jeanne de Egmont. Su padre murió en 1530 en Italia, y su madre se volvió a casar con Jean II, conde de Horne/Hoorne.
Felipe se hizo con el condado de Horne en 1540. 
Paje y después chambelán de la corte de Carlos I de España, se casó con Walburgis de Neuenahr en 1546. Se convirtió en estatúder del ducado de Güeldres en 1555, en almirante de Condado de Flandes y llegó a ser caballero de la Orden del Toisón de Oro en 1556.
En 1559 comandó la majestuosa flota que condujo al rey Felipe II de España desde los Países Bajos a España, y permaneció en la corte española hasta 1563.

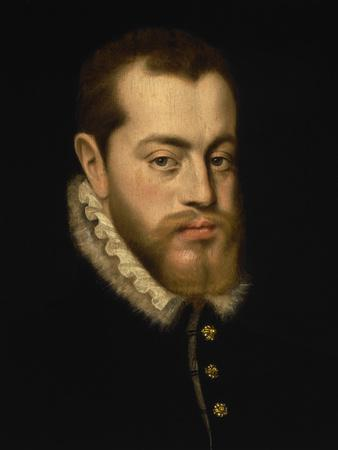
Retrato de Felipe II de España, por Antonio Moro.

A su regreso se alineó con el Guillermo, príncipe de Orange, y con el Conde de Egmont como jefe del partido que se oponía a la política del cardenal Antonio Perrenot de Granvela, contrario a la liberad religiosa. Cuando Granvela se retiró, los tres nobles continuaron resistiéndose a la introducción de la Inquisición y al gobierno español en los Países Bajos.
A fin de reprimir a los rebeldes y combatir la herejía protestante en los Países Bajos, el rey Felipe II envió a Fernando Álvarez de Toledo y Pimentel, el Gran Duque de Alba, quien apresó al conde de Horn y al conde de Egmont, juzgándolos y condenando a ambos nobles como traidores. Fueron ejecutados el 5 de junio de 1568 en la Plaza mayor ante el ayuntamiento de Bruselas.

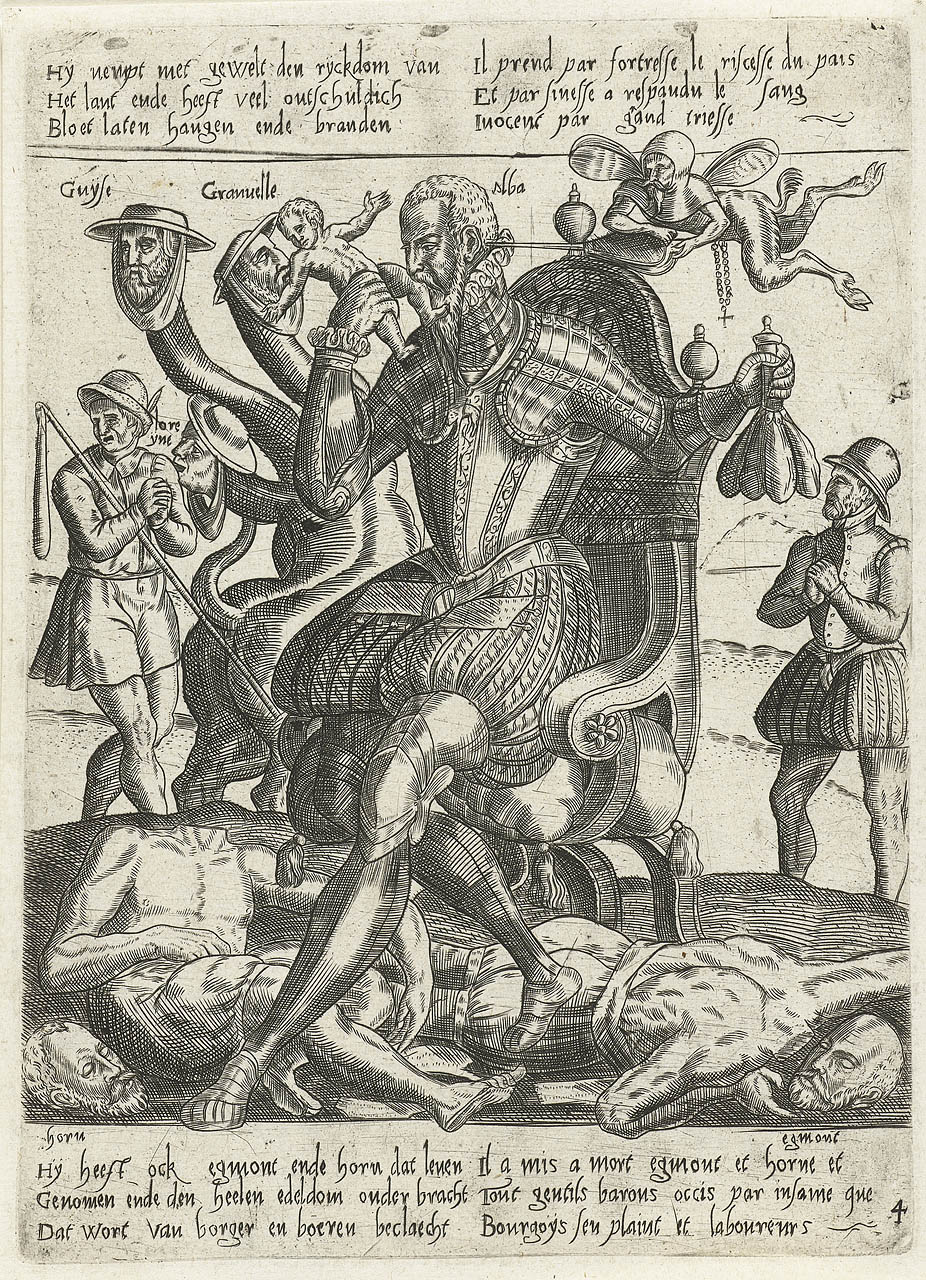
Propaganda holandesa antiespañola del siglo XVI, donde aparece el Duque de Alba sentado sobre los cuerpos decapitados del Conde de Horn y del Conde de Egmont; comiéndose a un niño y sosteniendo pagos obtenidos por corrupción, en un intento de alimentar el rechazo de la población local hacia el gobierno hispano.

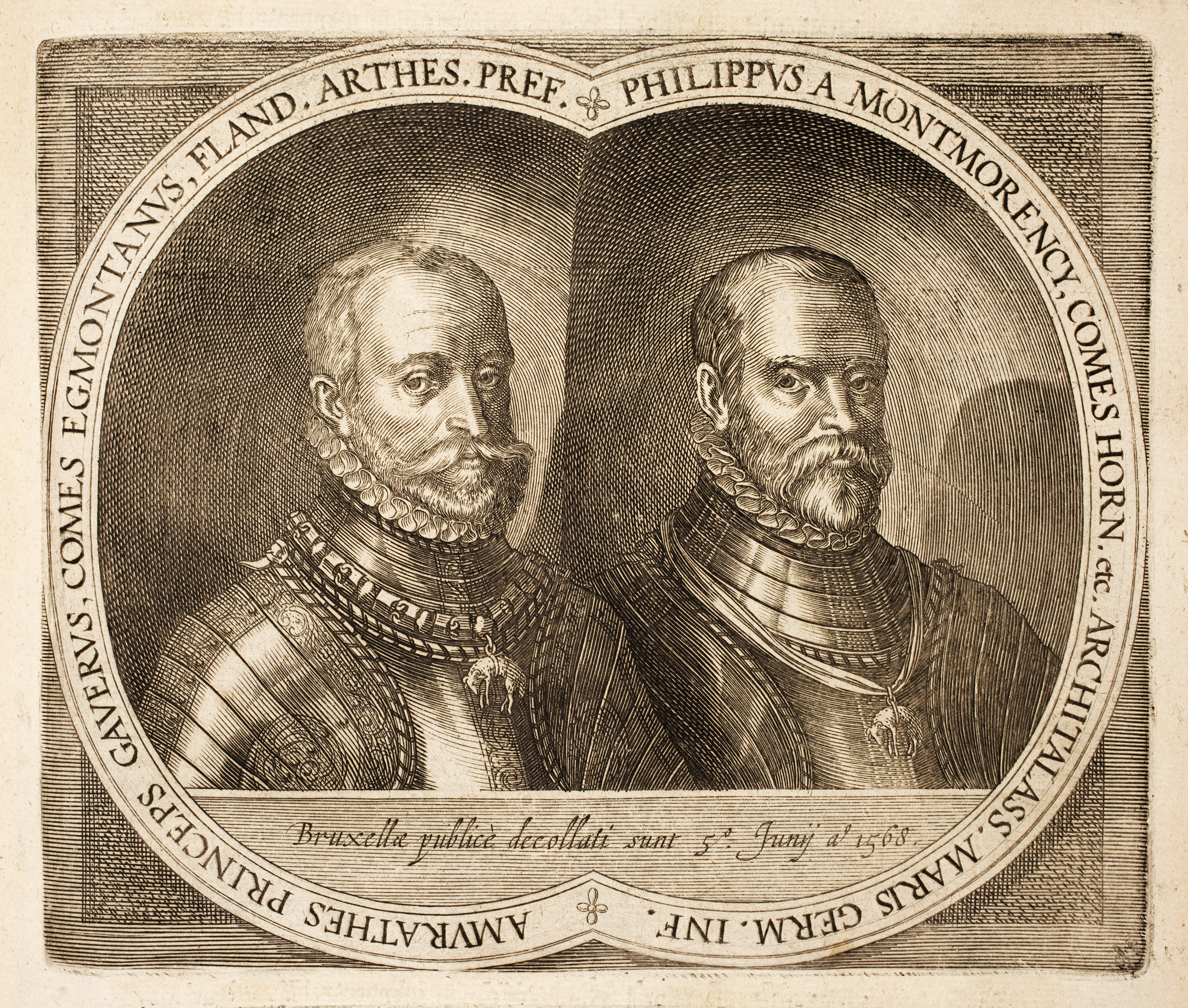
Retratos del Conde de Egmont y del Conde de Horn (1621), juzgados y ejecutados en el Tribunal de los Tumultos de 1568.

El condado de Horne fue entregado al Principado de Lieja.